# Эскалон (Калифорния)
Эскалон (англ. Escalon) — город в округе Сан-Хоакин в штате Калифорния в Соединённых Штатах Америки.
Согласно данным переписи населения США 2020 года число жителей города 
составляло 7 472 человека, что, для такого небольшого населённого пункта, существенно больше, чем было во время предыдущей переписи проводившейся в 2010 году (5 963 человека).

## История
Escalon — испанское слово, буквально означающее «камни для перехода», подразумевая «ступеньки». Согласно местной легенде, основатель сообщества Джон Уилер Джонс (англ. John Wheeler Jones) наткнулся на это название в книге в бесплатной библиотеке Стоктона и оно ему так понравилось, что он дал его будущему городу.

### Основание
До появления железной дороги путешественник, едущий по дороге Френч-Кэмп к реке Станислаус, мог заметить далеко на равнине большой двухэтажный кирпичный дом. Он был окружен деревьями и кустарниками, амбарами, зернохранилищами и был единственным домом на мили вокруг. Это был дом «Джонни» Джонса, который пересек равнины в 1852 году и разбил свою палатку там, где сейчас стоит Эскалон, в то время страна была правительственной землей, покрытой кустарником полыни. Он приобрел часть земли, выделенной поселенцам, и начал её обрабатывать, посадив первое зерно, когда-либо выращенное в этом районе. Он сеял его разбросным способом; урожай был обильным и продавался по пять центов за фунт.

Дом «Джонни» Джонса

Он начал разводить скот для продажи и купил больше земли, пока не стал владельцем 8000 акров, участка площадью более трёх квадратных миль. Для вспашки полей, где позже был застроен Эскалон, использовались упряжки из шести-двенадцати лошадей. В 1867 году Джонс построил свой кирпичный дом в прерии, потратив на это 12 000 долларов. Его брат Ричард делал кирпичи на поле к востоку от станции Секстон. В те дни все грузы, перевозимые из Стоктона в шахты над Сонорой, шли по дороге Френч-Кэмп, и многие из возчиков останавливались и жили на его ферме. Равнины были домом для многих антилоп, которых Джонс часто подавал на свой стол.
Его отец умер в 1893 году, оставив после себя довольно большое состояние. Он завещал Джеймсу У. старый дом вместе с прилегающими 1000 акрами. Земля не представляла большой ценности, но стала еще более ценной в следующем году со строительством железной дороги Valley Railroad, владельцы которой планировали пересечь земли Джонса. Джонс нанял геодезиста и разбил город. Границы проходят почти на север, юг, восток и запад, но улицы идут по диагонали, поэтому некоторые кварталы квадратные, другие продолговатые, некоторые прямоугольные, а несколько кварталов имеют треугольную форму.

Дом Джонса

Как только город был обследован, Джонс построил большую гостиницу для размещения потенциальных покупателей сельхозпродукции, которые приезжали на дилижансе из Стоктона, который находился примерно там, где сейчас стоит пресвитерианская церковь. Первый поезд из Санта-Фе въехал в Эскалон весной 1896 года. Почтовое отделение и первый магазин были открыты миссис Чарльз Джордан, женой станционного управляющего, на территории, которую сейчас занимает лесозаготовительная компания Tuolumne. Второй магазин построил торговец Нельсон Лейтон; это было большое двухэтажное здание, обращенное к железной дороге. Зал на втором этаже использовался для общественных мероприятий. В магазине Лейтона был первый телефонный коммутатор в Эскалоне. Первый склад был построен Дэвидом Л. Джонсом и Джоном А. Коли в 1897 году, а другой был построен позже компанией Haslacher & Kahn из Окдейла. Первый междугородный телефон был установлен в резиденции Джона Коли. Он был первым агентом по недвижимости и торговцем зерном в городе и построил много домов для сдачи в аренду и продажи.
Коммерческий клуб Эскалона, ранее известный как Торговая палата Эскалона, был организован 11 марта 1911 года, члены которого успешно провели празднование Дня независимости в 1913 году, активно участвовали в формировании ирригационного округа, возвели среднюю школу, установили систему освещения; сумели заставить руководителей проложить несколько великолепных улиц, поскольку сообщество не было инкорпорировано, и провели успешную общественную ярмарку в 1917 году.

### XX век
12 марта 1957 года сообщество было включено в реестр штата Калифорния и Эскалон официально получил статус города.

## География
Согласно данным представленным Бюро переписи населения США, общая площадь города составляет 2,4 квадратных мили (6,2 км2) из которых 2,3 квадратных мили (6,0 км2) приходится на сушу, а 2,85% занимает водная поверхность.